# جان اشون
جان اشون (انگلیسی: John Eshun; ۱۷ ژوئیهٔ ۱۹۴۲ – ۶ نوامبر ۲۰۱۸) بازیکن و مربی فوتبال اهل غنا بود.
وی همچنین در تیم‌های ملی فوتبال زیر ۲۳ سال غنا و غنا بازی کرده‌است.